# Вудберн, Джеймс (антрополог)
Джеймс Вудберн (англ. James Woodburn; 1934 — июнь 2022) — британский антрополог, видный исследователь-специалист по охотникам-собирателям и эгалитарным обществам. Специализировался на народности хадза. Доктор философии (1964). Много лет преподавал в Лондонской школе экономики.
Почетный член International Society of Hunter-Gatherer Research.

## Биография
Его отец был родом из Северной Ирландии и служил в артиллерии во время Первой мировой войны, после чего переехал жить в Лондон; мать тоже из Северной Ирландии. В возрасте восьми лет Джеймса отправили в Северную Ирландию; впоследствии он высказывался, что ощущает свою «двойную идентичность», которую ценит. Отец умер, когда Джеймсу было 18-ть. У него также были трое братьев и сестра. С детства он любил природу.
Изучал историю в Кембридже (в колледже Христа); после перерыва (призван на национальную службу в 1952 году; ему удалось от нее устраниться, поступив на курсы военных переводчиков — его направили в Кембридж на интенсивный двухгодичный курс русского языка) затем, под влиянием Мейера Фортеса, получит там степень бакалавра археологии и антропологии. У Фортеса, а также Edmund Leach, Aidan Southall и Джека Гуди Вудберн являлся аспирантом, проводя полевые исследования в Танганьике (получит степень в 1964 году). Он также учился у Reo Fortune и Gwilliam Iwan Jones.
Известен своими идеями о системах так называемого немедленного и отсроченного возврата. Его самая влиятельная и широко цитируемая статья — ‘Egalitarian societies’ (1982), в которой он изложил упомянутые свои идеи. Последний его визит к хадза состоялся в 2017 (впервые же он к ним прибыл в 1958). Вообще же он рассматривал социальные системы многих коренных народов.
Удостоится фестшрифта Property and Equality (Berghahn).
Женился в 1961, остались четыре дочери и внуки.